# Catherine Willoughby
Catherine Willoughby (22 de marzo de 1519 - 19 de septiembre de 1580) fue una influyente cortesana que vivió en la Corte inglesa durante la época Tudor. Fue la cuarta esposa de Charles Brandon, I duque de Suffolk, después de que falleciera su esposa María Tudor, reina de Francia, aunque anteriormente había estado prometida con Henry, uno de los hijos de Charles y María.

## Infancia
Catherine nació probablemente en la Corte, hija de María de Salinas, más tarde conocida como Mary Willoughby, dama de compañía y confidente de la Reina Catalina de Aragón, primera esposa de Enrique VIII de Inglaterra. El padre de Catherine, William Willoughby era el 11° Barón de Willoughby de Eresby, cortesano de Enrique VIII. Catherine nació el 22 de marzo de 1519 y fue bautizada el 26 de ese mismo mes. El Rey favoreció el matrimonio para consolidar aún más su alianza con España e incluso llamó Mary Willoughby a una de sus naves de guerra. Parece muy probable que Catherine fuese nombrada así en honor a la Reina Catalina (Catherine en inglés), quien era fuertemente católica, lo que no le impidió más adelante convertirse en una de las defensoras y líderes más grandes de la fe protestante.

## Primer matrimonio

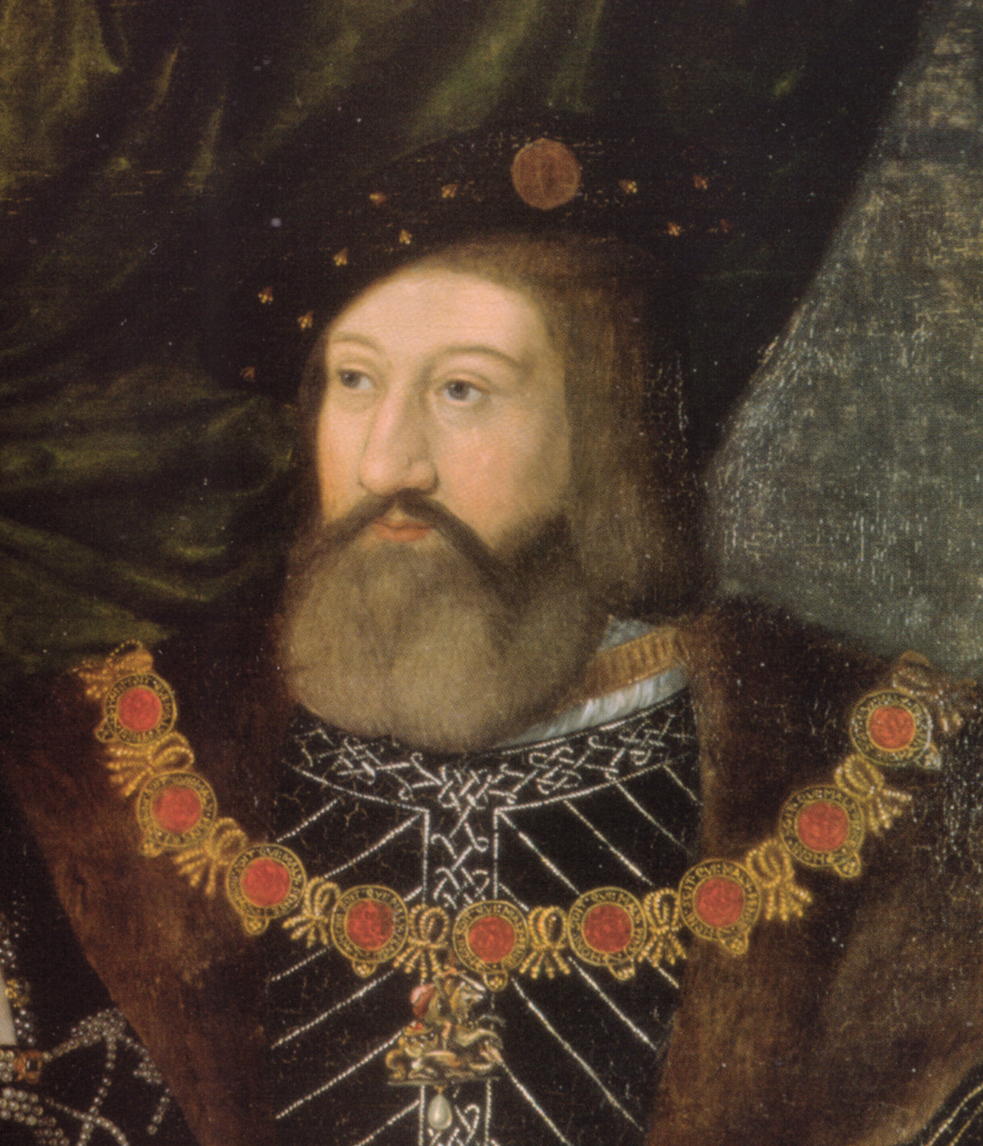
Charles Brandon, Duque de Suffolk, primer esposo de Catherine.

En 1526, murió su padre, cuando la pequeña contaba con sólo siete años. Al ser la única hija del matrimonio heredó la baronía y una renta anual de 15.000 ducados. La tutela de la muchacha y de su patrimonio recae sobre los hombros del rey quien la encarga a su cuñado Charles Brandon, duque de Suffolk, esposo de su hermana menor María Tudor mientras se desarrollaba un pleito con el tío paterno de la niña, quien reclamaba como suyas las propiedades, rentas y títulos.
Resuelto el problema, Catherine fue prometida como esposa al hijo heredero de su protector Henry Brandon, Primer Conde de Lincoln. Sin embargo en 1533 muere María Tudor dejando al duque viudo, por esto decide desposar él mismo a la joven Catherine. Su hijo Henry murió al año siguiente.
Este matrimonio introdujo de lleno a Catherine al mundo de la Corte Tudor, dado que su esposo era un cercano amigo del Rey, además de ser su cuñado. Ese año además Enrique VIII nombró como descendientes herederos al trono a los hijos de María y Charles, por sobre los descendientes de su hermana mayor Margarita Tudor, debido a que ella era reina de Escocia. Por lo tanto los hijastros de Catherine estaban en la línea de sucesión del trono de Inglaterra, por debajo de los hijos directos del Rey.
Con Charles Brandon, Duque de Suffolk, tuvo a:
- Henry Brandon, segundo duque de Suffolk (18 de septiembre de 1535 – julio de 1551, muerto por la enfermedad llamada sudor inglés).
- Charles Brandon, tercer duque de Suffolk (1537 – julio de 1551, muerto por la enfermedad llamada sudor inglés).

## Personalidad

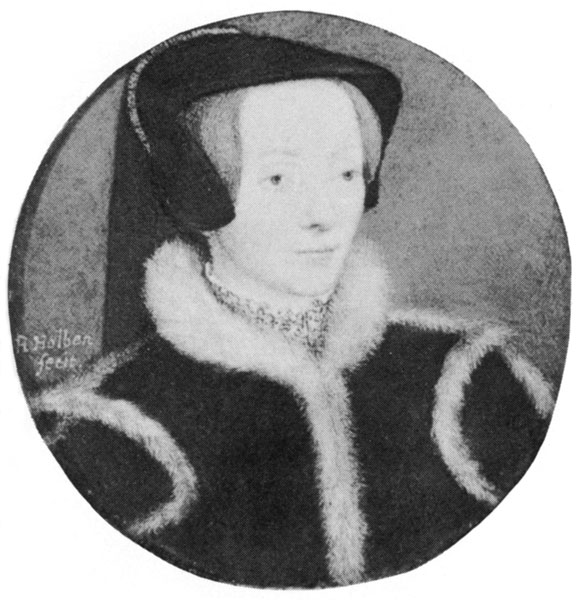
Miniatura de Catherine.

Destacada por su sagacidad, palabras directas y amor por el conocimiento, protectora de las artes y la cultura. Protestante acérrima y defensora de la nueva fe. Se convierte en amiga de Catalina Parr la última esposa del rey, principalmente al enviudar en 1545, y tuvo una enorme influencia sobre sus convicciones religiosas.
En 1546, mientras el protestantismo de la reina se volvía cada vez más obvio, el rey ordenó su arresto (que no se llevó a cabo), y mucho se dijo que su intención era tomar a Catherine como séptima esposa. En 1547 Francis Van der Delft escribió: "No me atrevo a decir que tendremos nueva reina. Algunos atribuyen estos rumores a la esterilidad de la reina, mientras que otros piensan que no habrá ningún cambio durante la guerra en curso. Madame Suffolk disfruta del gran favor real, pero el Rey no desvía su atención de su actual reina, aunque dice que está preocupado por los rumores". Por rumores se refería a los comentarios que acusaban a la reina de Protestante, en aquella época no estaba muy clara la inclinación religiosa del soberano, y cualquier manifestación religiosa podía considerarse herejía si no se tenía suficiente cautela.
Debido a la amistad que había entre la reina y la duquesa, tras la muerte del rey Enrique en 1547, Catherine se empeñó en publicar de uno de los libros de la reina viuda: "El lamento de un Pecador". Además se convierte en patrocinadora de John Day, el más importante impresor protestante de la época. De hecho en 1548 Day publicó muchos libros impresos con el escudo de armas de la duquesa. Desde el comienzo de 1550 Catherine ayudó a muchas iglesias extranjeras a establecerse para favorecer a los protestantes no ingleses, principalmente holandeses que se encontraban en fuga por las persecuciones de las que eran víctimas.

## Muerte de Enrique VIII

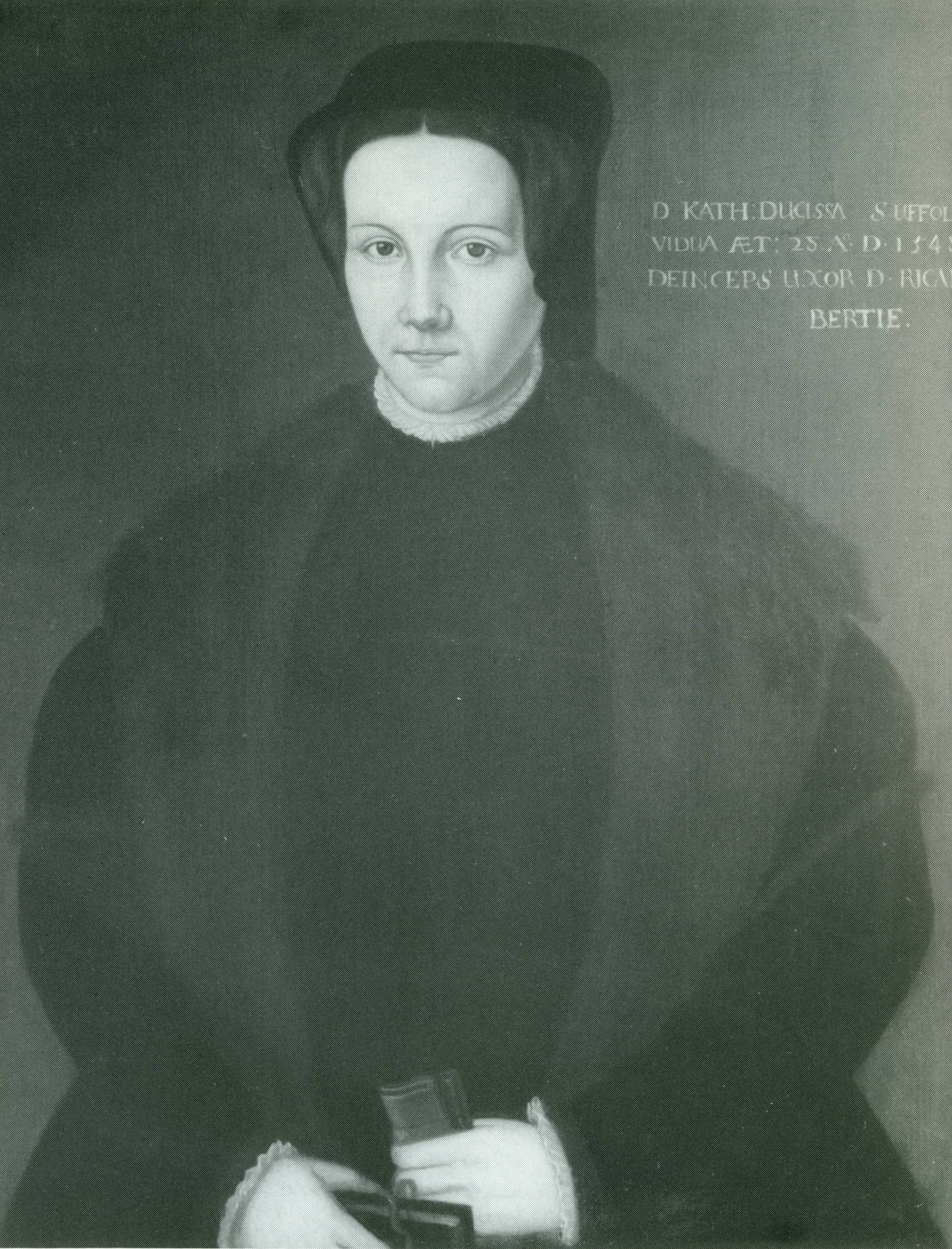
La Duquesa en edad madura.

Catalina Parr murió tras dar a luz la hija que concibió con su último esposo Thomas Seymour, la niña nombrada Mary Seymour fue puesta bajo la tutela de Catherine, pero debido a que la niña era hija de la reina de Inglaterra (aunque sin derechos sucesorios debido a su padre) los costos de manutención en la corte eran excesivos para la duquesa. Escribió a su amigo William Cecil solicitando dinero para la niña, y es esa carta el último documento que menciona a la pequeña, quien se pierde en la historia (probablemente murió siendo aún una infante). 
Años más tarde también se encarga de la custodia de sus nietastras, las nietas de su esposo, Juana Grey y María Grey, cuando el padre de ambas fue puesto bajo arresto por casarse sin consentimiento real.
En 1551 ambos hijos de la duquesa, estudiantes en Cambridge, fallecieron con una hora de diferencia, debido a esta enorme desgracia, la Duquesa se refugió en su fe con el apoyo de su capellán Hugh Latimer. 
Se casó con su segundo esposo Richard Bertie (1516 - 1582), miembro de su corte. No estaban enamorados pero tenían en común las ideas religiosas. A pesar de esta nueva unión, Catherine siguió siendo conocida como duquesa de Suffolk, e intentó vanamente traspasar su título Willoughby de Eresby a su nuevo marido.
En 1555 durante el reinado de la católica María I, comenzó la persecución de los protestantes en Inglaterra quienes escaparon en gran parte al continente, incluyendo a la duquesa y su esposo. 
La caza de protestantes, encabezada por Stephen Gardiner, obispo de Winchester y Canciller, fueron narrados en el El libro de los mártires de John Foxe, en un capítulo escrito probablemente por el mismo Richard Bertie para la edición de 1570.
Tras regresar a Inglaterra, vivieron en Lincolnshire y en la corte de Isabel I. Murió el 19 de septiembre de 1580 a los 61 años.

## Herencia literaria
Se dice que la fuerte personalidad de la duquesa fue la que inspiró el personaje de Paulina en "Cuento de invierno", de William Shakespeare. Además su exilio inspiró "La Catástrofe de la Duquesa de Suffolk", una balada de Thomas Deloney publicada después de 1607. Además de "La Vida de la Duquesa de Suffolk", una comedia no publicada de William Haughton, posterior a 1600. El texto de "La Duquesa de Melfi", obra de John Webster, presenta muchas similitudes con el segundo matrimonio de la duquesa y su sucesiva persecución, aunque estas comparaciones son menos ciertas como precedentes.

## Segundo matrimonio
Al morir Brandon se casó con Richard Bertie, con quien tuvo a:
- Susan Bertie, condesa de Kent.
- Peregrine Bertie, XIII Barón Willoughby de Eresby.